# Kuyun Uken
Kuyun Uken is een bestuurslaag in het regentschap Aceh Tengah van de provincie Atjeh, Indonesië. Kuyun Uken telt 811 inwoners (volkstelling 2010).